# 甘绍盘
甘绍盘，安徽人，清朝政治人物。
甘绍盘曾于1875年接替曹文焕任崇明县知县一职，1876年由顾霄汉接任。